# Charles J. Thompson

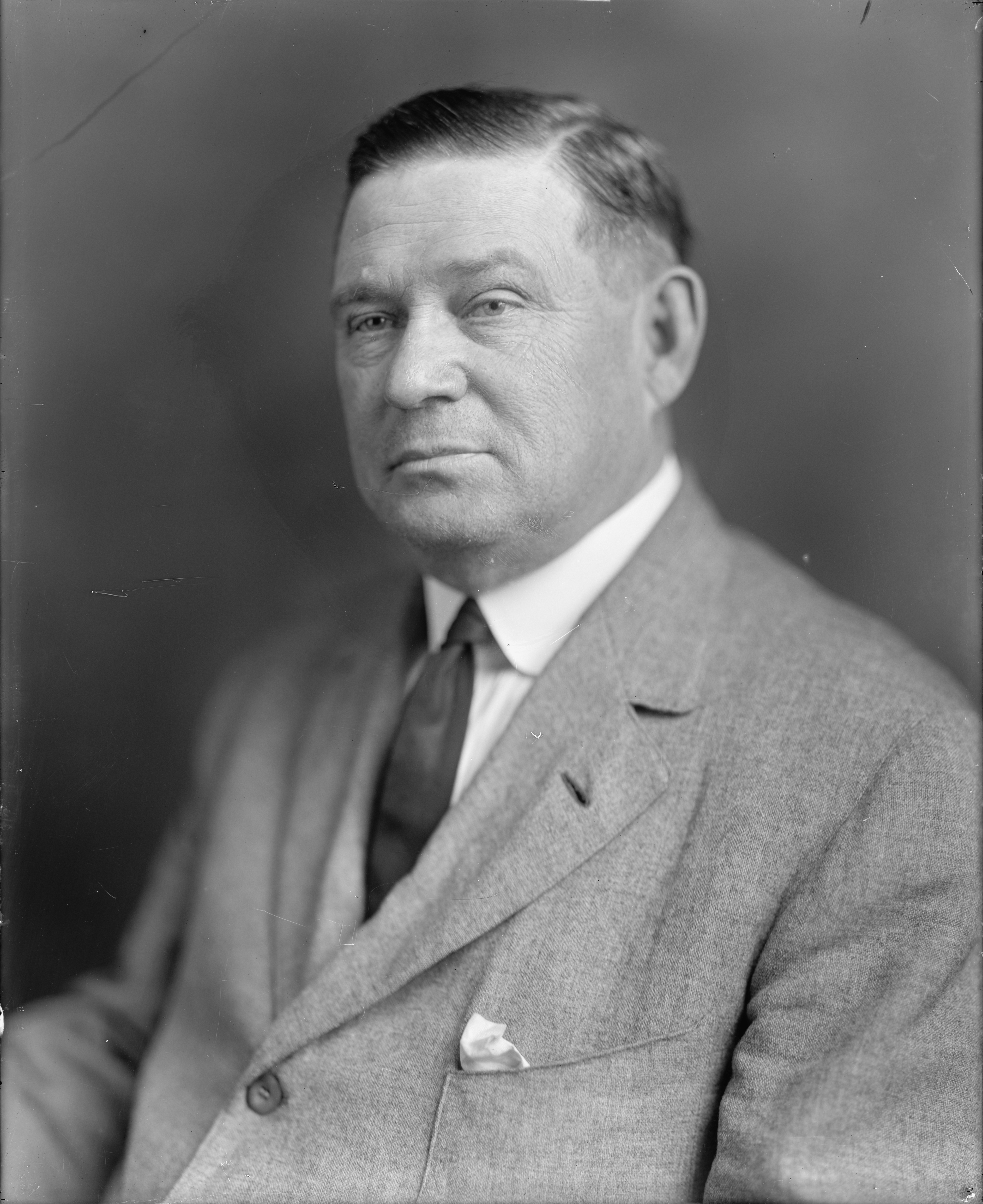
Charles J. Thompson

Charles James Thompson (* 24. Januar 1862 in Wapakoneta, Ohio; † 27. März 1932 in Albuquerque, New Mexico) war ein US-amerikanischer Politiker. Zwischen 1919 und 1931 vertrat er den Bundesstaat Ohio im US-Repräsentantenhaus.

## Werdegang
Charles Thompson besuchte die öffentlichen Schulen seiner Heimat und studierte danach an der Ohio Wesleyan University in Delaware. Zwischen 1876 und 1879 absolvierte er eine Lehre im Druckerhandwerk. Danach arbeitete er bis 1884 als Druckergeselle in verschiedenen Städten in Ohio, Indiana und Illinois. 1885 kehrte er nach Wapakoneta zurück, wo er bis 1889 als Buchhalter tätig war. In diesem Jahr zog Thompson nach Defiance, wo er die Zeitung Defiance Express herausgab. Gleichzeitig schlug er als Mitglied der Republikanischen Partei eine politische Laufbahn ein. In den Jahren 1893 und 1894 gehörte er dem Staatsvorstand seiner Partei an. Von 1898 bis 1915 amtierte er als Posthalter in Defiance; im Jahr 1915 kandidierte er dort erfolglos für das Amt des Bürgermeisters.
Bei den Kongresswahlen des Jahres 1918 wurde Thompson im fünften Wahlbezirk von Ohio in das US-Repräsentantenhaus in Washington, D.C. gewählt, wo er am 4. März 1919 die Nachfolge des Demokraten John S. Snook antrat. Nach fünf Wiederwahlen konnte er bis zum 3. März 1931 sechs Legislaturperioden im Kongress absolvieren. In den Jahren 1919 und 1920 wurden der 18. und der 19. Verfassungszusatz ratifiziert. Dabei ging es um das Verbot des Handels mit alkoholischen Getränken sowie die bundesweite Einführung des Frauenwahlrechts. Seit 1929 war auch die Arbeit des Kongresses von den Ereignissen der Weltwirtschaftskrise geprägt.
Im Jahr 1930 wurde Charles Thompson nicht wiedergewählt. Nach dem Ende seiner Zeit im US-Repräsentantenhaus zog er sich in den Ruhestand zurück. Er starb am 27. März 1932 während eines Besuchs in New Mexico und wurde in Defiance beigesetzt.